# خطأ طابع بالمقلوب
يحدث خطأ طباعة بالمقلوب في الطوابع، حيث يُطبع جزء من الطابع بالمقلوب. ربما تكون الطوابع المقلوبة من أكثر أخطاء طوابع البريد إثارة، ليس فقط بسبب مظهرها البصري المذهل، ولكن لأن بعضها نادر جداً ويحظى بتقدير كبير من قبل هواة جمع الطوابع.

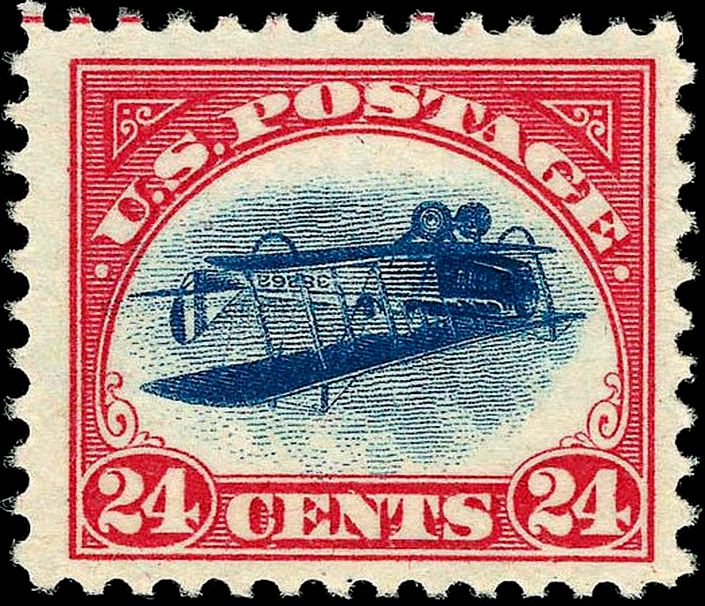
طابع الجيني المقلوب، الذي لم يُعثر منهُ سوى على ورقة واحدة تحتوي على مجموعة من 100 طابع

## المواصفات

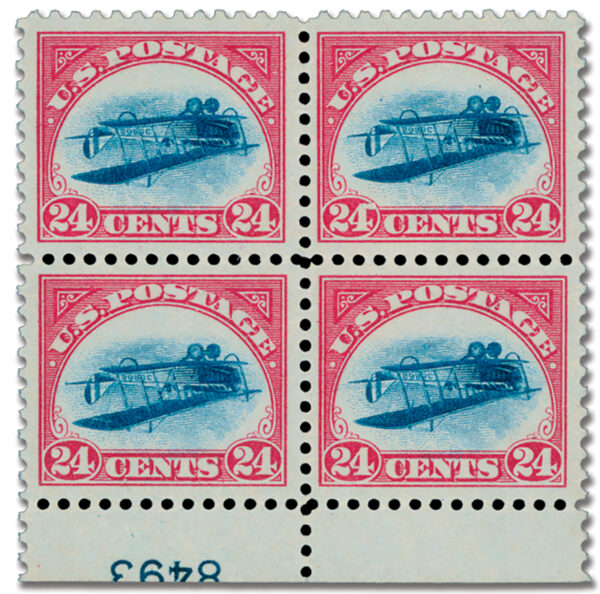
طابع الجيني المقلوب

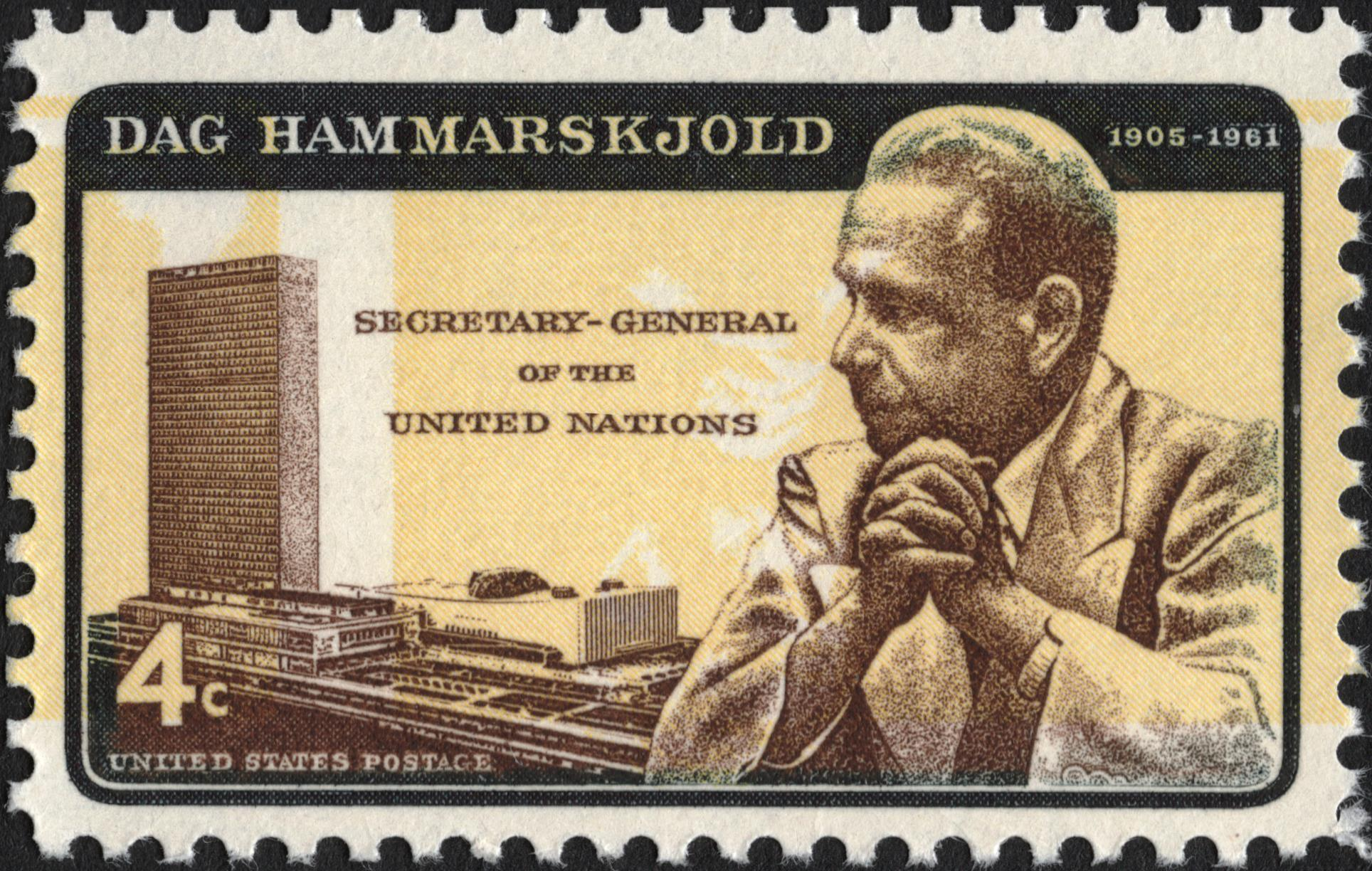
طابع مقلوب - داغ همرشولد

تنشأ الأخطاء المعكوسة، أو "المقلوبة" اختصاراً، بشكل شائع عند إنتاج طوابع متعددة الألوان عبر تمريرات متعددة في المطبعة. من السهل على عامل المطبعة أن يقوم بإدخال ورقة نصف منتهية بطريقة خاطئة، مما يؤدي إلى حدوث الأخطاء المقلوبة. ونظراً لكون هذا الخطأ واضحاً جداً، فإن جميع الأوراق المطبوعة بشكل خاطئ تقريباً تكتشف ويجري إتلافها قبل أن تغادر المصنع، ويكتشف المزيد منها أثناء التوزيع أو في مكتب البريد قبل بيعها.
وهناك حالة أقل شيوعًا بكثير وهي أن يكون المقلوب مدمجًا في لوحة الطباعة أو الحجر، وأشهرها حالة البجعة المقلوبة في أستراليا الغربية في وقت مبكر.
يمكن أن يوصف المقلوب بأنه "مركز مقلوب" أو "إطار مقلوب" عندما تكون الورقة الأساسية تحمل علامة مائية أو تحمل توجيهاً أساسياً. من الممكن أن يكون الطابع ذو اللون الواحد مقلوباً بالنسبة للعلامة المائية، ولكن هذا يسمى "علامة مائية مقلوبة" بدلاً من "طابع مقلوب". واعتمادًا على موضع الطوابع داخل الورقة الخاصة بها، قد يكون المقلوب في المنتصف تمامًا (كما هو الحال مع طابع جيني المقلوب)، أو مقلوبًا.

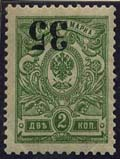
طبعة فوقية مقلوبة على طابع سيبيريا لعام 1919

ليست كل المقلوبات مذهلة. فمثلاُ يتكون مقلوب داغ همرشولد لعام 1962 من طبقة صفراء مطبوعة بشكل خاطئ، وليس من الواضح على الفور أن المنطقة البيضاء ليست عنصراً متعمداً في التصميم. تحتوي إصدارات ما بعد القرن الدنماركية المبكرة على إطار مزخرف متماثل تمامًا تقريبًا، ولا يمكن اكتشاف الإطار المقلوب إلا من خلال الفحص الدقيق.
قد تكون الطباعة الفوقية مقلوبة أيضاً. وكثير من هذه الأمور شائع، حيث إن الطبيعة السريعة للعديد من المطبوعات المتراكبة تعني أن عملية الإنتاج لا تخضع لرقابة دقيقة.
وغالبًا ما يكون للحيوانات العكسية النادرة قيمة نقدية كبيرة. ولطالما بيع طابع الجيني المقلوب منذ فترة طويلة بأكثر من 100,000 دولار أمريكي للقطعة الواحدة، وتقترب طوابع الجيني المقلوبة في طريق سانت لورانس البحري في كندا من هذه الأرقام. وقد أغرت الأسعار المرتفعة للمقلوبات موظفي شركة الطباعة لسرقة أوراق مطبوعة بشكل خاطئ من المطبعة ومحاولة تمريرها على أنها أصلية، كما في حالة "مقلوبة نيكسون" عام 1996.

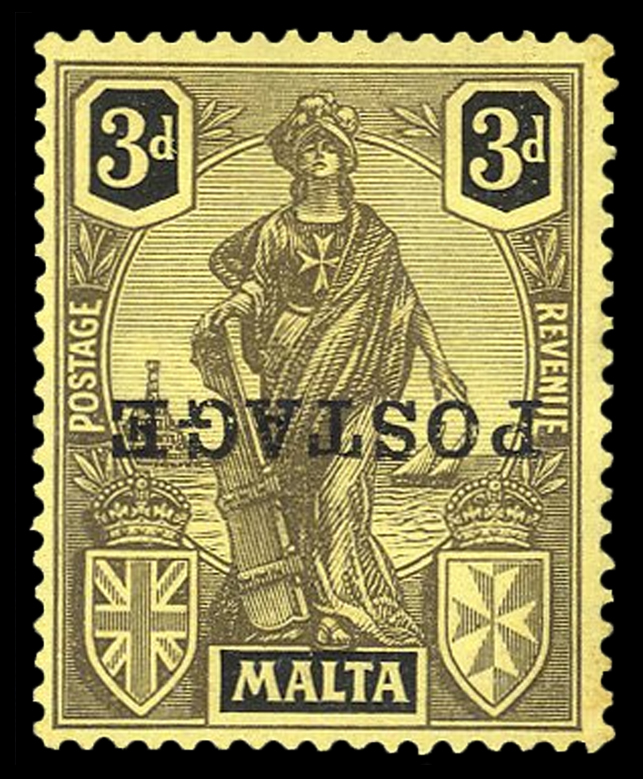
إصدار ميليتا 3د بطباعة فوقية مقلوبة

## خطأ مقلوب المقلوب
في عام 2013، طرحت الخدمة البريدية للولايات المتحدة ورقة تذكارية من ستة طوابع لإحياء ذكرى إصدار طابع جيني المقلوب الشهير. استنسخت هذهِ الطوابع صورة الطائرة المقلوبة الشهيرة، لكنها لم تكرر فئة ال 24 سنتًا الأصلية، وبدلاً من ذلك كانت قيمتها 2 دولار. وللإعلان عن هذا الإصدار، أعلنت إدارة البريد أنه طبع مائة ورقة تحمل ست صور جيني غير المقلوبة وحصل توزيعها عشوائيًا، مما يضمن أن بعض العملاء المحظوظين الذين طلبوا الورقة العادية سيحصلون بدلاً من ذلك على ورقة مقلوبة بقيمة أكبر بكثير. وقد بدأت هذه الأوراق غير المقلوبة في الظهور في المزادات العلنية في عام 2014، حيث حققت أسعارًا مرتفعة.

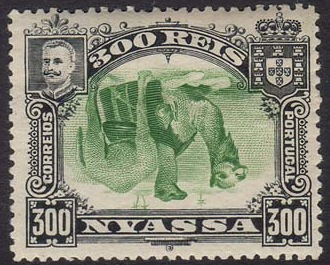
طباعة مقلوبة للصورة

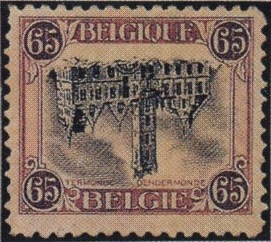
طابع بلجيكي مقلوب من فئة 65 سنتًا صادر سنة 1920

## وصلات خارجية
- Inverted Center Stamps of the World